# Idaea dura
Idaea dura là một loài bướm đêm trong họ Geometridae.